# Magnus Sterner
Carl Magnus Sterner (Leksand, 1 de octubre de 1979) es un deportista sueco que compitió en snowboard. Ganó una medalla de plata en el Campeonato Mundial de Snowboard de 1999, en la prueba de campo a través. Su hermano Fredrik también compitió en snowboard.

## Medallero internacional
| Campeonato Mundial | Campeonato Mundial       | Campeonato Mundial | Campeonato Mundial |
| Año                | Lugar                    | Medalla            | Competición        |
| ------------------ | ------------------------ | ------------------ | ------------------ |
| 1999               | Berchtesgaden (Alemania) | Medalla de plata   | Campo a través     |